# Джонс (округ, Джорджія)
Шаблон:StateAbbr_ 33°02′ пн. ш. 83°34′ зх. д. / 33.03° пн. ш. 83.57° зх. д.
Округ Джонс (англ. Jones County) — округ (графство) у штаті Джорджія, США. Ідентифікатор округу 13169.

## Історія
Округ утворений 1807 року.

## Демографія
За даними перепису
2000 року
загальне населення округу становило 23639 осіб, зокрема міського населення було 4453, а сільського — 19186.
Серед мешканців округу чоловіків було 11541, а жінок — 12098. В окрузі було 8659 домогосподарств, 6665 родин, які мешкали в 9272 будинках.
Середній розмір родини становив 3,09.
Віковий розподіл населення поданий у таблиці:
| Стать    | До 15 років | 15-21 | 22-29 | 30-39 | 40-49 | 50-65 | 65-85 | Понад 85 |
| -------- | ----------- | ----- | ----- | ----- | ----- | ----- | ----- | -------- |
| Чоловіки | 2734        | 1220  | 1003  | 1795  | 1887  | 1918  | 928   | 56       |
| Жінки    | 2527        | 1131  | 1081  | 1951  | 1979  | 1972  | 1261  | 196      |

## Суміжні округи
- Джеспер — північ
- Патнем — північний схід
- Болдвін — схід
- Вілкінсон — південний схід
- Твіггс — південний схід
- Бібб — південь
- Монро — захід

## Виноски
1. ↑  U.S. Decennial Census. United States Census Bureau. Архів оригіналу за 26 квітня 2015. Процитовано 23 червня 2014.
2. ↑  Historical Census Browser. University of Virginia Library. Архів оригіналу за 11 серпня 2012. Процитовано 23 червня 2014.
3. ↑  Population of Counties by Decennial Census: 1900 to 1990. United States Census Bureau. Архів оригіналу за 2 лютого 2019. Процитовано 23 червня 2014.
4. ↑  Census 2000 PHC-T-4. Ranking Tables for Counties: 1990 and 2000 (PDF). United States Census Bureau. Архів оригіналу (PDF) за 18 грудня 2014. Процитовано 23 червня 2014.
5. ↑  State & County QuickFacts. United States Census Bureau. Архів оригіналу за 7 червня 2011. Процитовано 16 лютого 2014.(англ.) Наведено за англійською вікіпедією.
6. ↑  American FactFinder. Бюро перепису населення США. Архів оригіналу за 21 травня 2008. Процитовано 31 січня 2008.

| США | Це незавершена стаття з географії США. Ви можете допомогти проєкту, виправивши або дописавши її. |